# ランディ・ローズ
ランディ・ローズ（Randy Rhoads、本名：ランドール・ウィリアム・ローズ、男性、1956年12月6日 - 1982年3月19日）は、アメリカ合衆国出身のロック･ギタリスト。身長170cm。
クワイエット・ライオット及びオジー・オズボーンのバンドの初代ギタリストであったことで知られる。
1982年3月19日、オジー・オズボーン・バンドの全米ツアー（Diary of a madman tour）中に遊覧飛行で乗った軽飛行機の墜落事故により、25歳で生涯を終えた。
ローリング・ストーン誌選出「歴史上最も偉大な100人のギタリスト」第85位、2011年の改訂版では第36位。2021年「ロックの殿堂」入り。

## 略歴

### 生い立ち
1956年12月6日、カリフォルニア州・サンタモニカのセント・ジョーンズ病院で生まれる。1963年の誕生日に、祖父からギブソンのアコースティック・ギターをプレゼントされ、ギターを始める。ランディの当時の憧れは、エルヴィス・プレスリーであったという。
1965年、8歳の頃、ロックギターに目覚める。1969年から、母親の経営する音楽学校で講師をしていたスコット・シェリーからエレクトリック・ギターのレッスンを受け始める。1年過ぎた頃には、スコットから「僕が教えられることを彼は総て覚えている」と言われるほど上達していた。また、同時期に母親の勧めでピアノのレッスンも受けていた。こちらはあまり長続きはしなかったが、楽譜を読むことをマスターした。
1970年頃、兄ケル・ローズと共にヴァイオレット・フォックスを結成。バンド名の「ヴァイオレット」は、母のミドルネームから拝借されているが、バンドは5か月で解散している。後のクワイエット・ライオットに参加するまでの間は、ディープ・パープルのリッチー・ブラックモアをひたすらコピーし、腕を磨いたと言う。同時期、後にクワイエット・ライオットに参加するケリー・ガルニと出会ったのもこの頃であった。
1973～1975年頃、クワイエット・ライオットを結成するまでの間、幾つかのローカルバンドで活動する傍ら、母親の音楽学校でギターの講師を勤めることになる。ランディの生徒の中には、後にオジー・オズボーンバンドに加入するジョー・ホームズの姿もあった。ランディは、後に「生徒に教えることで逆に多くのことを学んだ」と、振り返っている。

### クワイエット・ライオット時代
1975年、ランディを中心にクワイエット・ライオットが結成される。母ドロレスの回想によれば、オーディション参加したケヴィン・ダブロウはランディに自分の部屋でオーディションをするから部屋に来てくれと言い、オーディションを開始。ケヴィンはバンドに熱心だったようであり、ランディに「もし俺に気に入らないところがあれば言ってくれ！」と猛アピールしていたとのことである。
その後、ケヴィンの加入が決定したものの、ドラマーだけが中々決まらず、何人ものメンバーチェンジの末、ドリュー・フォーサイスの加入が決定。デビューライブには1,500人以上ものファンが押し寄せた。
1977年、デモテープを制作し、各国のレコード会社にテープを送ったものの、最終的にコンタクトが取れたのは日本のCBSソニー（現ソニー・ミュージックレコーズ）のみであり、これにより、本国アメリカではデビュー出来なかったものの、日本でのデビューを飾るところまでに扱ぎつけることとなった。
1978年3月、CBSソニーより『静かなる暴動（QUIET RIOT）』で日本デビューを飾る。しかし、秋にはジュニア・スクール時代からの友人であったケリー・ガルニが脱退、後任には後にランディと共にオジー・オズボーンバンドで活動するルディ・サーゾが加入。12月には、セカンド・アルバム『暴動に明日はない（QUIET RIOT II）』をリリースするも、このアルバムも日本のみのリリースで、全米で発売されることはなかった。

### オジー・オズボーンバンド加入まで
1979年、ランディはルディから「ブラック・サバスを脱退したオジー・オズボーンが新しいギタリストを探している」と教えられる。当時のランディは朝に練習、昼から夜まで講師としての活動、週2～3日はバンドの練習、週末にはライヴと多忙であり、ランディ自身も「僕はクワイエット・ライオットをやっているから興味がない」と断っていたが、オジーの友人であるダナ・ストラム（スローター）がオジーに「オジー、君はイギリスに帰る前に必ずランディのプレイを観るべきだよ」と勧めたこと、母ドロレスの「オジーは長い間、ミュージック・ビジネスにいるんだし、そう言う人に会うことも必要よ」と告げたこともあり、オジー・オズボーンバンドのオーディションを受けに行くことを決意した。
ランディは夜遅く、オジーの泊まるホテルに行き、ギターのチューニングを開始すると同時にオジーは「You got a job!（さあ、君に決まりだ！）」と大きな声で叫び、バンド加入が即決した。
オジーやマネージャーであるシャロン・アーデン（現シャロン・オズボーン）曰く、ランディの全身から放つオーラに惹かれたことで加入を決めたと振り返っている。

### オジー・オズボーン時代
1979年9月、オジーバンドに加入に伴い、クワイエット・ライオットは自然消滅。日本デビューはしたものの、日本公演を行うことはなかった。そしてランディは、正式に活動の場をオジー・オズボーンの元へ移し渡英する。11月にはアルバム制作に取り組み、1980年3月にボブ・デイズリー（ベース）、リー・カースレイク（ドラム）らと共にロンドンのリッジ・ファーム・スタジオでレコーディングが開始される。
1980年8月、ファースト・シングルとして「Crazy Train」をリリース。9月には、アルバム『ブリザード・オブ・オズ〜血塗られた英雄伝説 （BLIZZARD OF OZZ）』をリリースと同時に全英ツアーを開始。アルバムは発売直後、全英チャート15位を記録、ランディは新たなギターヒーローとして注目を集めることとなった。
1981年にはセカンド・アルバムの制作及びレコーディングを開始、4月にはファースト・アルバム『BLIZZARD OF OZZ』が全米でリリースされ、同時期に全米ツアーを開始。10月には、セカンド・アルバム『ダイアリー・オブ・ア・マッドマン（DIARY OF A MADMAN）』をリリース。12月にはプラチナムディスクに輝き、アメリカでも大規模なアリーナツアーを展開する。

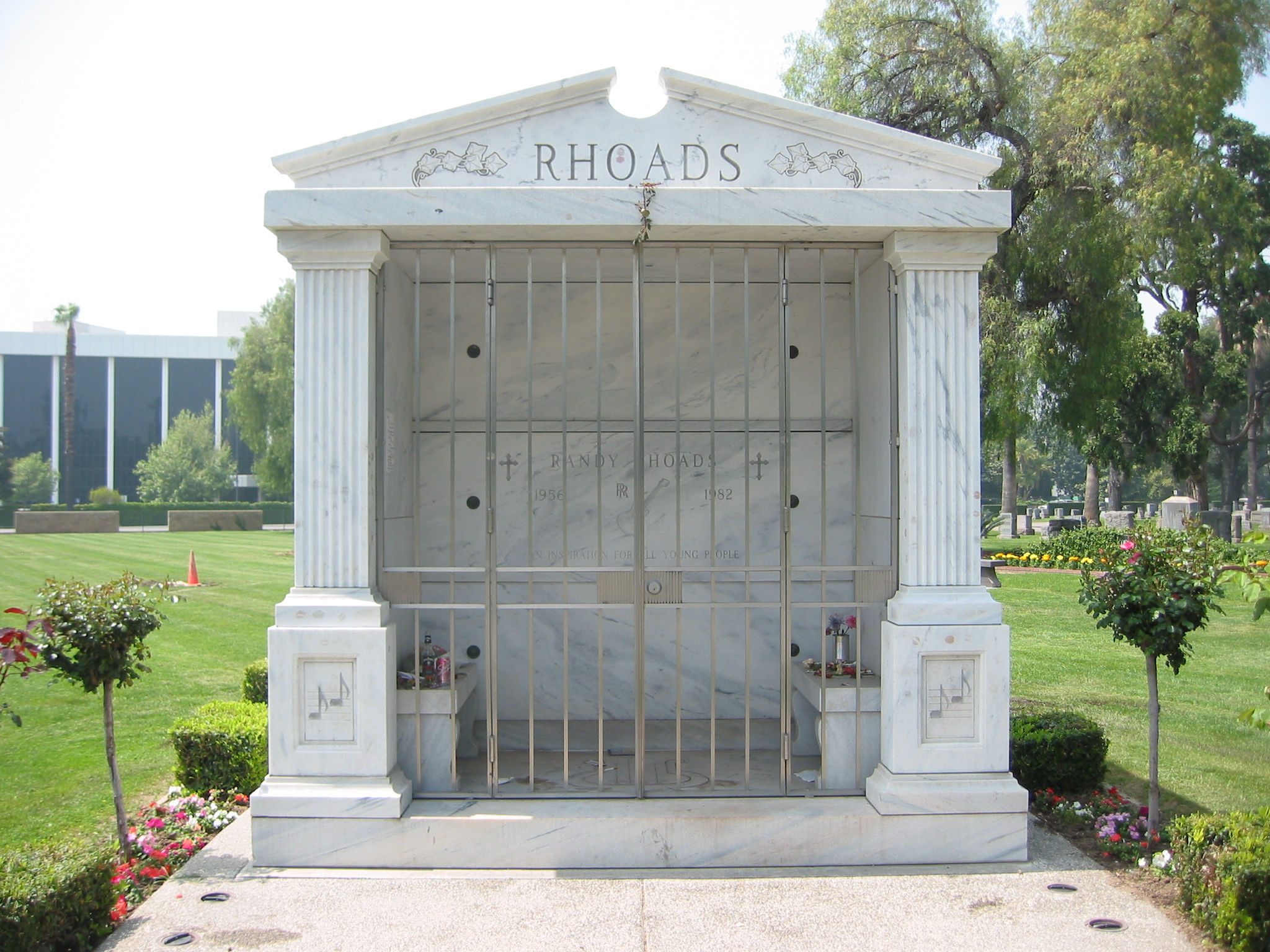
サンバーナーディーノにあるランディの墓

全てが順風満帆に進むと思われた矢先の翌年1982年3月19日、ランディを乗せた小型飛行機がフロリダ州リースバーグにて墜落し、飲酒から酔っていた操縦士とシャロン・オズボーンの古い友人であるメイクアップ・アーティストを含む3人がオジーの目前で即死。若きギターヒーローが才能を開花させようとしていた矢先の出来事であった。享年25。
ランディの死はオジーに大きなショックを与え、ブラック・サバス時代以上に酒や薬に溺れ、手が付けられない状態であったと言う。後にオジーは一度引退するが、その時にランディ宛に手紙を書いている。また音楽評論家の伊藤政則の回想によれば、当時のオジーはランディの名前を出す度に大声で泣き出し、インタビューにならなかったと振り返っている。

## プレイ・スタイル
1970年代から80年代初期にかけてのロック・ギターの進化の一端を担った人物とされる。クラシック・ギターの素養を持ち、同年代に登場したウルフ・ホフマンや後発のイングヴェイ・マルムスティーンと言ったギタリストよりも早くクラシカル的な雰囲気を曲中に組み込んだ。同時期の改革者としてはエディ・ヴァン・ヘイレンが挙げられるが、アメリカ的な明るさを前面に出したエディのプレイに対して、ヨーロッパ的な湿っぽさを残したギター・ワークで、オジー・オズボーン・バンドに最高のマッチングを見せた。
しかしクワイエット・ライオット時代のランディのプレイは、後にオジー・オズボーン・バンドでみせる個性がみられず、あまり目立ったギタリストではなかった。当時のライヴ映像と言えるようなものも現存する映像はYoutubeで見られるが実はほとんど残っていないという。
25歳と言う早すぎる死の直前の晩年、ランディはクラシック・ギターへの思い入れが強くなり、親族の話によると彼はクラシック・ギタリストとしての生き方への転換を本気で考えていたとされる。親友であったルディ・サーゾには、オジー・オズボーン・バンドを脱退して音楽学校に入学する意思を明かしていた。

## 使用器材

### Gibson Les Paul Custom
彼のメイン・ギターの一つ。クリーム・ホワイトのボディに自身の名前のシールが貼り付けられた黒のピック・ガード、パーツはゴールドでピック・アップ・カヴァーが装着されたままであった。ペグやノブ、セレクター・スイッチ・プレートなどがゴールドカラーの物に交換されている。本人は1964年製と言っていたが、その頃レス・ポール・モデルは生産中止になっていたので、1970年代前半のものと推測される。クワイエット・ライオット時代から愛用している一番使用期間が長いギターである。クワイエット・ライオット在籍時にメンバーやマネージャー等がお金を出し合い、中古で本器を購入しランディにプレゼントした物で（後に代金を返した）、その心遣いに感激した事もあって特に大事にしていたギターである。オジー・オズボーンのオーディションを受けた時に使用したのも本器であり、ライヴやレコーディングでも1番使用頻度が高かった。

### Original Flying V type Polka Dot Finish
1979年7月に、ランディがカール・サンドヴァルなるクラフトマンにオーダーしたとされるワン・オフ・モデル。カール・サンドヴァルは、元シャーベル社のクラフトマンであったと言われている。
ギブソン・フライングVを模したボディ・シェイプで、ボディ材はホンジュラスマホガニー、ネックはメイプル材のセット・ネック。そのネックはダンエレクトロ製でトラスロッドが入っておらず、調整はできない。ヘッド・ストックの形状は鏃のようになっており、ギブソン社のフライングVとは明確に異なる。ペグは、シャーラー社のM6mini。トレモロ・ユニットは、完成当初はフェンダー製のクロムカラーのシンクロナイスドトレモロを搭載していたが、後にシェクター社製のブラックカラーのシンクロナイズド・タイプに交換されており、アームは曲がりの無いストレートタイプが使用されている。ピック・アップはフロントがディマジオ社のPAFモデル、リアが同スーパー・ディストーションが搭載されているが、トレモロを搭載した本器にトレモロレス用のピックアップを搭載したため、弦間の幅が合わず、リアのスーパーディストーションはポールピースの位置が弦からズレてしまっている。水玉模様、蝶ネクタイのインレイというデザインは、クワイエット・ライオット時代のランディの衣装が元になっている。
レス・ポールと共に出番の多かったギターである。近年、カール・サンドヴァルの手によって限定で再生産された。ポルカドットの白黒が逆転したモデルも、後に追加された。

### Jackson Rhoads V
ジャクソン社から現在も販売されている彼のオリジナル・シェイプ。略称「RR」「RRV」など。ジャクソン社独特のコンコルド・ヘッド、Vシェイプといいつつも、フライングVとは相当異なるボディが印象的なモデルである。
1980年に開発されたプロト・タイプ・モデルはホワイト・カラーで黒のピンストライプが入った印象的なカラーで、2ハムバッカー・2ヴォリュームコントロール・2トーンコントロールにゴールドのシンクロナイズド・トレモロ・ユニットを搭載した個体である。ピックアップ・セレクタースイッチが6弦側のボディ側面に取り付けられたユニークな特徴を持つ。尚ペグは日本製の物が使用されていた。個性的なボディシェイプだが、プロトタイプという事もあり演奏性に難があり、ボディシェイプとネックの接合位置の関係でハイポジションが弾き辛く、ランディも弾きこなすのに苦労していた。

#### Jackson RRV 2号機
1981年に開発された黒のランディVは、客がプロト・タイプのランディVをフライングVと間違えるため、デザインをさらに鋭角的に変更して製作された（ランディ曰く、「鮫の様になった」という）。ボディシェイプ以外でのプロト・タイプ・モデルとの違いは、トレモロ・ユニットが取り外され、弦が裏通しになったことである。コントロール・ノブとスイッチの位置も異なっている。彼の死の直前僅か数カ月前に完成したため、ライヴでは、プロト・タイプ・モデルほど出番はなかった。役割としては、レスポール・カスタムのサブ的役割だったようである。

## エピソード
- 80年代当時、日本での音楽雑誌の影響か、ファンの間で「ランディ・ローズは生前小児麻痺だったからステージでは動かなかった」と噂されていた時期があった。この件を母ドロレスは日本のファンからの手紙で知り、大きなショックを受けたと語っており、同時にランディが生前小児麻痺であったことを否定している。
- 母ドロレスが2015年11月11日に95歳で死去したことが報道された[6][7]。
- 趣味は鉄道模型の収集であったらしく、オジーはこれに関して、「あんなヘヴィなギターの音を出すのに、ちっぽけな鉄道模型を集めるのが好きだったんだよ。彼はね」と言及している。
- 2022年11月、ドキュメンタリー映画『ランディ・ローズ』全国公開。アンドレ・レリス監督。この映画は2007年に制作されたもののランディの遺族が納得いかず没になったもので、それをランディ没後40周年に合わせて手を加え、遺族には一言の断りもなく完成させた。オジーには承認を求めたが拒否された為にオジーの楽曲は一切使用されていない。